# John Middleton Murry
John Middleton Murry (ur. 6 sierpnia 1889 w Londynie, zm. 13 marca 1957 w Bury St Edmunds, Suffolk) – angielski pisarz, krytyk literacki, dziennikarz i wydawca. 
Napisał ponad 60 książek, tysiące esejów i recenzji na temat literatury, kwestii społecznych, polityki i religii. Był wpływowym krytykiem literackim. Jest obecnie głównie znany ze związku z Katherine Mansfield, którą poślubił w 1918 (był jej drugim mężem), z przyjaźni z D. H. Lawrence'em i T. S. Eliotem oraz z przyjaźni (i krótkiego romansu) z Friedą Lawrence. Po śmierci Katherine Mansfield, Murry zredagował i wydał jej dorobek literacki.

## Życiorys
Urodził się 6 sierpnia 1889 w Peckham, dzielnicy Londynu. Jego ojciec – John – był pracownikiem biurowym w urzędzie podatkowym, a jego matka – Emily z d. Wheeler – gospodynią domową. Miał młodszego brata.
John Middleton Murry umiał czytać, gdy miał 2 lata. Dzięki otrzymanemu stypendium dla najzdolniejszych uczniów, uczył się w latach 1902-08 w Christ's Hospital. Ponownie dzięki stypendium kontynuował naukę w Brasenose College Uniwersytetu Oksfordzkiego, który ukończył w 1912 z drugą lokatą.
Poznał Katherine Mansfield pod koniec 1911 u pisarza Waltera Lionela George’a. Wkrótce zamieszkali razem i pobrali się 3 maja 1918.
Katherine Mansfield i D.H. Lawrence wywarli wpływ na jego rozwój jako pisarza. Podczas I wojny światowej Murry'owie i Lawrence'owie byli sąsiadami w Kornwalii. Murry zaczynał karierę jako wydawca pisma Rhythm, później 1919-1921 był wydawcą pisma literackiego Athenaeum, w 1923 założył pismo literackie Adelphi, które do 1948 wydawał. Jego romantyczne i biograficzne podejście do literatury było sprzeczne z wiodącymi tendencjami jego czasów. Napisał 40 książek, w tym kilka na temat Johna Keatsa, był też znawcą twórczości Szekspira, Blake'a i Swifta. W 1925 opublikował pracę Keats and Shakespeare, a w 1936 Shakespeare. Napisał wiele artykułów prasowych. Wydał też (w 1935) autobiografię Between Two Worlds. W 1983 C.A. Hankin wydał jego listy do Mansfield. Jest jednym z bohaterów powieści Point Counter Point Aldousa Huxleya, który srodze go ośmieszył, przedstawiając w postaci Burlapa.
Zmarł 13 marca 1957 na zawał mięśnia sercowego w West Suffolk Hospital w Bury St Edmunds, Suffolk, Wielka Brytania.